# Blackfeet Indian Reservation

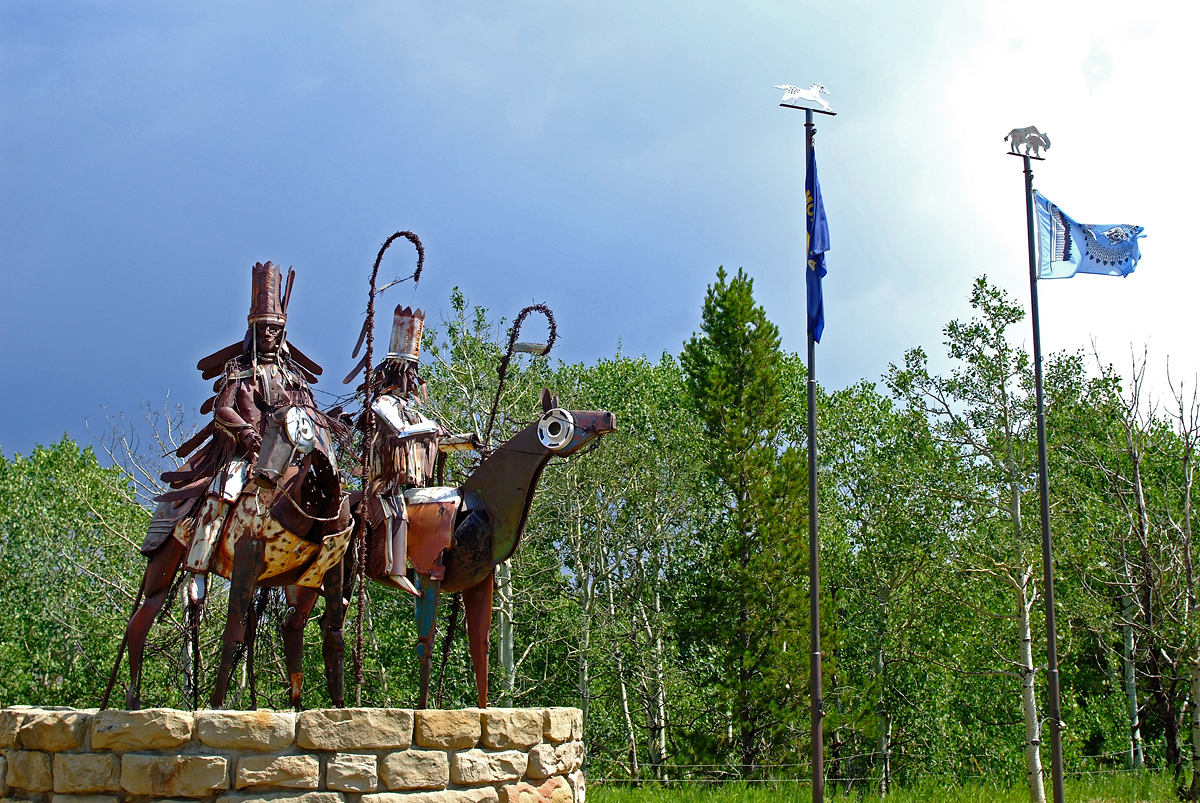
Reiter-Skulpturen aus Schrott an der Einfahrt ins Reservat bei East Glacier, rechts die Flagge der Blackfeet Nation

Das Schwarzfußindianer-Reservat, englisch Blackfeet Reservation, ist ein Indianerreservat der Blackfeet Nation (Südliche Piegan bzw. Amsskaapipikani) im Nordwesten des US-Bundesstaats Montana. Die Blackfeet Nation ist die größte indianische Bevölkerungsgruppe in Montana. Größte Stadt im Reservat und zugleich Verwaltungssitz der indianischen Regierung ist Browning.

## Geografie

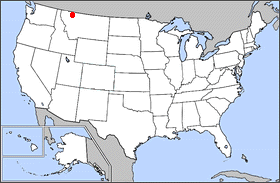
Lage des Reservats (rot) in den USA

Das Reservat hat eine Fläche von gut 1,5 Millionen Acres (rd. 6210 km²) im Glacier County und Pondera County. Es grenzt im Westen an die Rocky Mountains und im Norden an Kanada. Im Osten verläuft die Reservatsgrenze in etwa von der Mündung des Cut Bank Creek in den Marias River aus nach Norden. Das Gebiet besteht größtenteils aus Hügel- und Prärielandschaft.

## Bevölkerung
Die Blackfeet Nation hat schätzungsweise 15.560 registrierte Stammesmitglieder (enrolled members), von denen etwa 7000 im Reservat oder in dessen Umgebung leben.
Fast 27 Prozent der Stammesmitglieder haben einen Blackfeet-„Blutsanteil“ (blood quantum) von drei Vierteln oder mehr.

## Geschichte
Mit dem Vertrag von Fort Laramie 1851 wurde – ohne deren Einwilligung – ein Reservatsgebiet für die Blackfeet in Montana ausgewiesen. Die Fläche war deutlich größer als das heutige Reservat. Im Jahr 1855 schlossen die Blackfeet (wie auch die benachbarten Confederated Salish and Kootenai Tribes) einen Reservatsvertrag mit der amerikanischen Regierung. Verhandlungen über früheres Stammesgebiet südlich des Missouri Rivers scheiterten. Von 1873 bis 1896 wurde das Reservat mehrfach verkleinert, teilweise für eine nichtindianische Besiedlung geöffnet, und zuletzt wurde das Gebiet des heutigen Glacier Nationalparks ausgelagert.

## Politik
Gemäß dem Indian Reorganization Act von 1934 gründeten die Reservatsbewohner den Blackfeet Indian Tribe als politische Regierung wie auch als wirtschaftliche Organisation (Corporation). Alle Stammesmitglieder sind Miteigner der Kapitalgesellschaft. Der Stammesrat (Blackfeet Tribal Business Council) setzt sich aus neun Mitgliedern zusammen, die von den vier Bezirken des Reservats – Browning, Seville, Heart Butte und Old Agency – in einer geheimen Wahl der Stammesmitglieder alle zwei Jahre (mit einer geraden Jahreszahl) jeweils für eine vierjährige Amtszeit gewählt werden. Der Stammesrat regelt die politischen und die wirtschaftlichen Angelegenheiten des Reservats.

## Wasserrechte
Seit den 1970er Jahren finden in Montana Verhandlungen zur Klärung der Wasserrechte statt. Das erste Wasserrechtsabkommen eines Indianerstamms in Montana (Water Rights Compact, oft einfach „Compact“ genannt) schlossen 1985 die Assiniboine und Sioux im Fort-Peck-Reservat ab. Der Vergleich der Blackfeet zur Beilegung der Wasserrechtsfrage wurde im Jahr 2009 (als vorletzter) vom Repräsentantenhaus von Montana verabschiedet und muss noch vom US-Kongress bestätigt werden, um rechtswirksam zu sein.

## Wirtschaft
Hauptwirtschaftszweige des Reservats sind Viehzucht, Ackeranbau, Öl- und Gasgewinnung sowie Holzernte und -handel. Typische Anbauarten sind Weizen, Gerste und Heu. Etwa die Hälfte der Reservatsbewohner im arbeitsfähigen Alter ist arbeitslos.

## Kultur
2006 bekamen die Blackfeet das in historischen Verträgen verbriefte Recht zugesprochen, nördlich des Yellowstone-Nationalparks in Teilen der Absaroka-Beartooth Wilderness aus kulturellen Gründen wieder Bisons zu jagen.